# パラーティコ
パラーティコ（伊: Paratico）は、イタリア共和国ロンバルディア州ブレシア県にある、人口約4,800人の基礎自治体（コムーネ）。

## 地理

### 位置・広がり

#### 隣接コムーネ
隣接するコムーネは以下の通り。括弧内のBGはベルガモ県所属を示す。
- カプリオーロ
- クレダーロ (BG)
- イゼーオ
- サルニコ (BG)
- ヴィッロンゴ (BG)

### 地震分類
イタリアの地震リスク階級 (it) では、3 に分類される
。